# Afan Lido F.C.
Afan Lido F.C. (wal. Clwb Pêl-droed Afan Lido) – walijski klub piłkarski z siedzibą w mieście Port Talbot.

## Historia
Klub został założony w 1967 roku jako Afan Lido F.C.. Początkowo brał udział w mistrzostwach okręgu Neath Port Talbot. W 1971 zespół debiutował w Welsh Football League. W 1992 roku był członkiem założycielem Welsh Premier League.
Klub dwukrotnie zdobył League Cup w 1993 i 1994, a w 2007 dotarł do finału Pucharu Walii. W 1995 występował w Pucharze UEFA z łotewskim RAF Jelgava. W 2005 spadł z Welsh Premier League, powrócił dopiero w 2011.

## Sukcesy
- Mistrzostwo Walii:
  - 2.miejsce (1): 1995
- Puchar Walii:
  - finalista (1): 2007
- Puchar Ligi Walii:
  - zdobywca (2): 1993, 1994
- FAW Trophy:
  - zdobywca (1): 1987

## Stadion
Marston Stadium jest położony w miejscowości Aberavon niedaleko od Port Talbot i może pomieścić 4200 widzów.

## Europejskie puchary
Legenda do wszystkich tabel:
- Q – runda eliminacyjna, 1/16, 1/8, 1/4, 1/2 – odpowiednia faza rozgrywek, Grupa – runda grupowa, 1r gr – pierwsza runda grupowa, 2r gr – druga runda grupowa, F – finał, R – runda, PO – play-off
- k. – rzuty karne, los. – losowanie, Dogr. – dogrywka, w. – zasada bramek strzelonych na wyjeździe

| Sezon   | Rozgrywki   | Runda | Klub       | Dom | Wyjazd | Ogólnie |
| ------- | ----------- | ----- | ---------- | --- | ------ | ------- |
| 1995/96 | Puchar UEFA | Q     | FK Jelgava | 1–2 | 0–0    | 1–2     |